# Tobol
El Tobol o Tobil (rus: Тобол, en kazakh: Тобыл) és un riu que neix a l'estepa kazakha, després corre per Rússia als oblasts de Kurgan i de Tiumén. És un afluent de l'Irtix per la seva riba esquerra, i un subafluent de l'Ob. El seu curs és de 1.591 km.

## Geografia

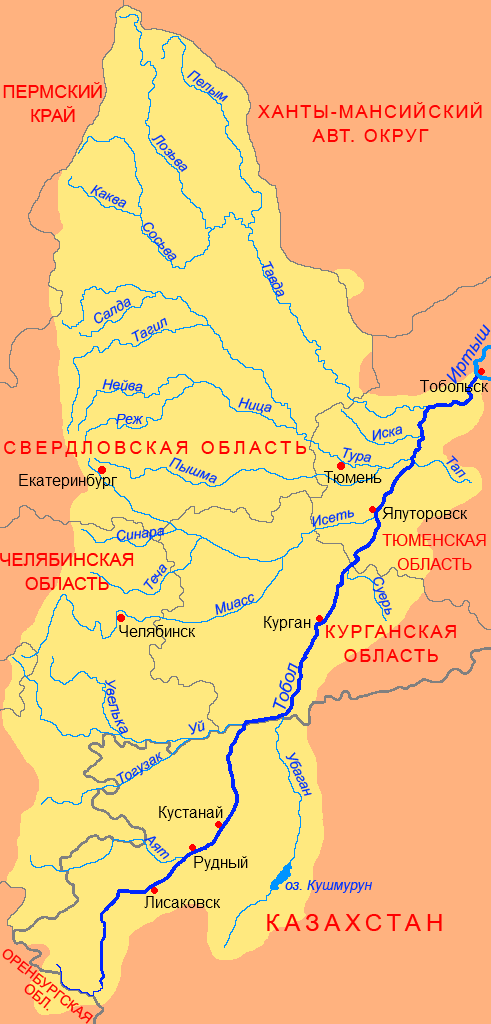
Mapa de la conca de la Tobol: el riu amb els seus principals afluents

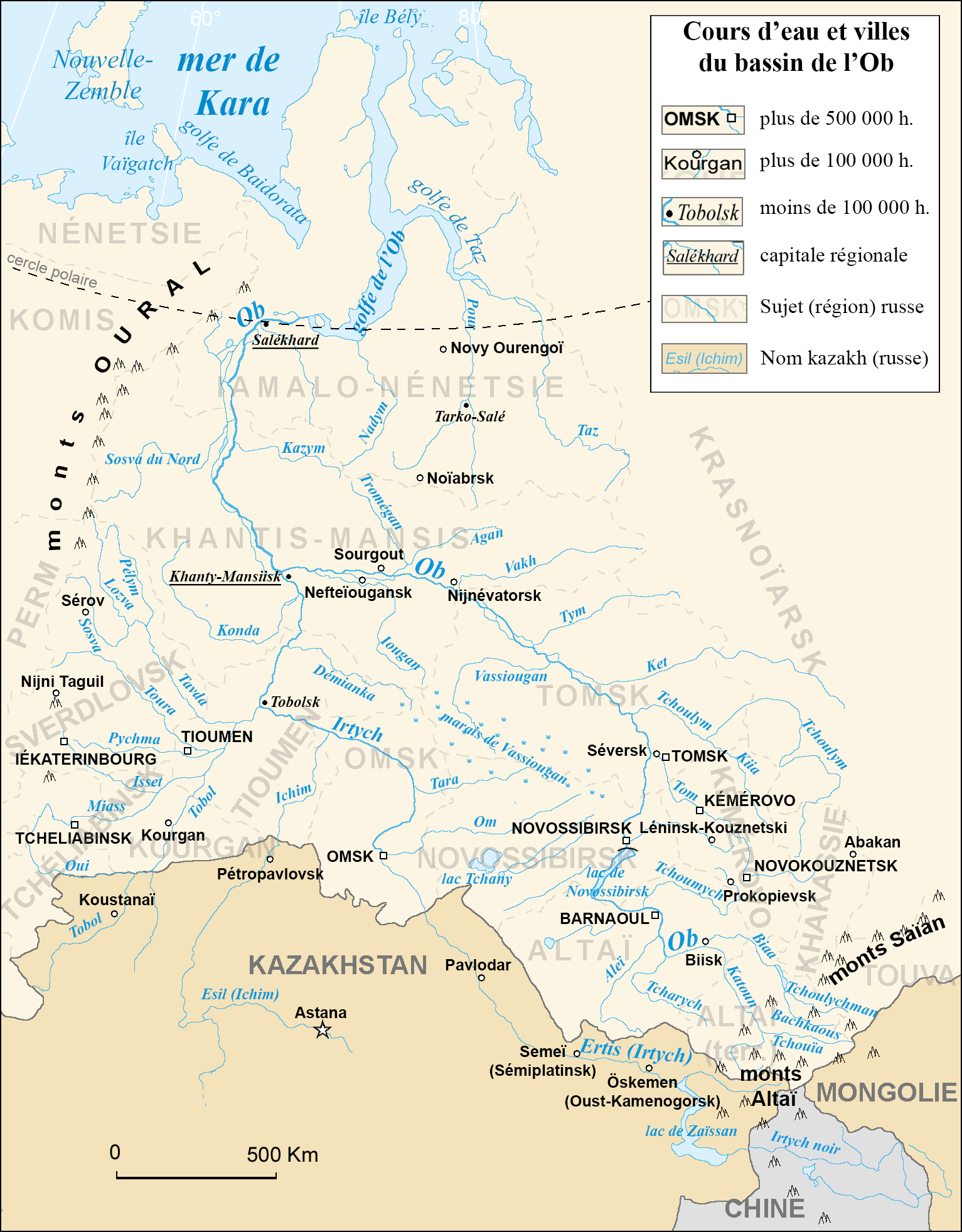
Mapa dels principals cursos d'aigua de la conca de l'Ob, incloent-hi els afluents del Tobol

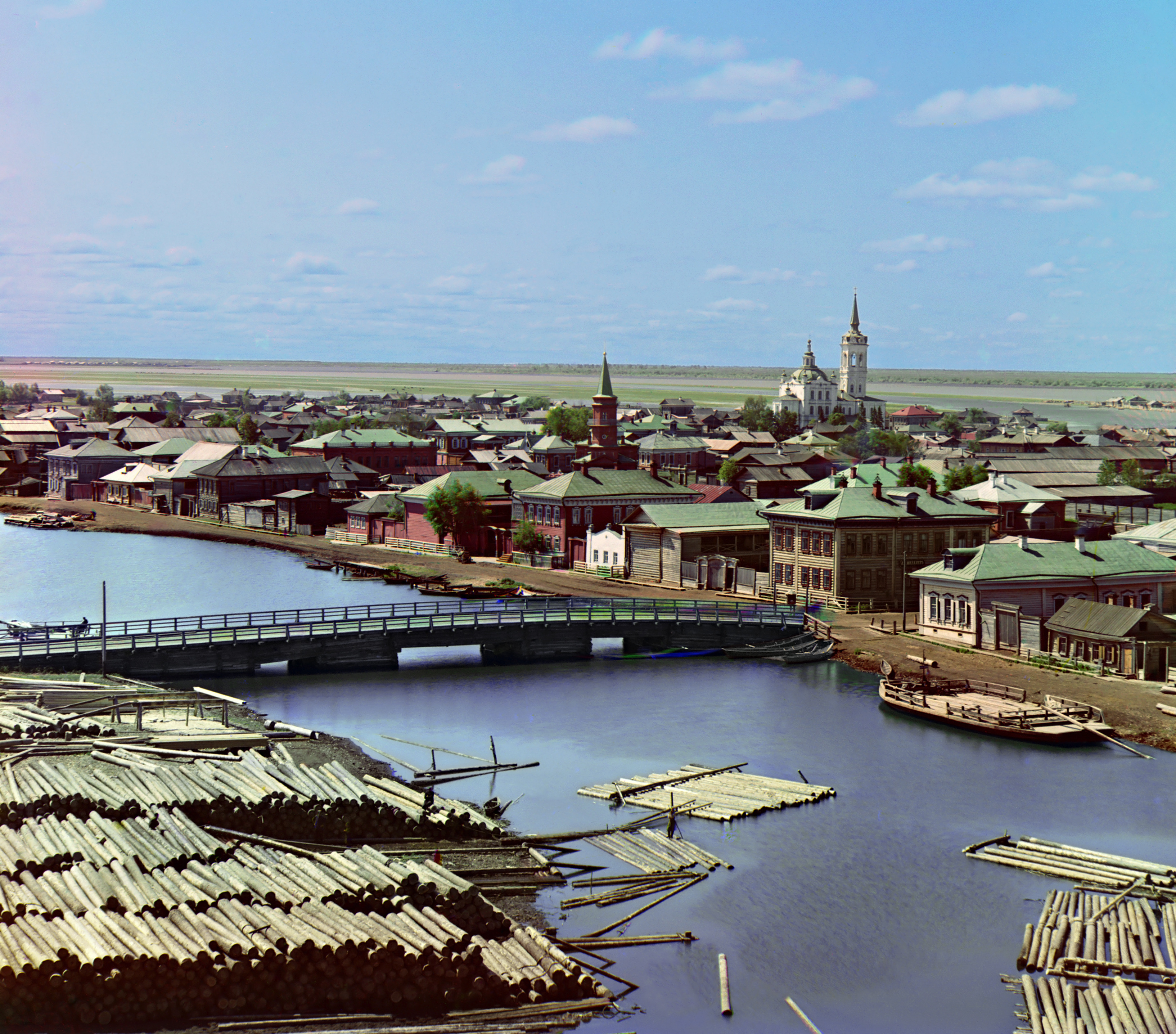
Vista del Tobol i de la ciutat de Tobolsk presa des del nord (foto de 1912)

La conca del Tobol té una superfície de 426.000 km². El cabal mitjà és de 805 m³ per segon al nivell del seu punt de confluència.
El Tobol neix prop de la frontera russokazakha, en territori kazakh però no lluny de la ciutat russa d'Orsk, a l'estepa de Turgaï al vessant sud dels Urals. Porta llavors el nom kazakh de Tobyl. Voreja la frontera i remunta cap al nord; passa per la ciutat de Kustanaï abans de travessar la frontera russokazakha al nord del país. Passa llavors de l'estepa kazakha a la planura siberiana i pren el nom rus de Tobol. El riu creua el trajecte de la línia de ferrocarril transsiberià a Ialutorovsk i desaigua a l'Irtix, a Tobolsk, a Rússia.

## Gel i navegabilitat
El Tobol es gela de la fi d'octubre-començament de novembre fins a mitjan abril-començament de maig. Fora d'aquest període és navegable durant 473 km: remunta des de l'Irtix fins a una mica més amunt de Ialutorovsk, ciutat de Rússia, a nivell de la confluència amb l'Isset.

## Ciutats travessades
Les principals ciutats situades en el seu curs són Lissakovsk (Kazakhstan), Rudny (Kazakhstan), Kustanaï (Kazakhstan), Kurgan (Rússia), Ialutorovsk (Rússia) i Tobolsk (Rússia).

## Afluents i subafluents
Els principals afluents i subafluents del Tobol són, d'amunt cap avall:
- Aïat
  - Kartaly-Aïat
- Ubagan
- Uï
  - Uvelka
  - Toguzak
- Iemurtla
- Uk
- Isset
  - Sinara
  - Tetcha
  - Miass
- Tura
  - Salda-Tura
  - Taguil
    - Salda-Taguil

  - Nitsa
    - Neïva
    - Rej

  - Pixmà
- Tavdà
  - Lozva
    - Ivdel

  - Sosva
    - Vagran
    - Liàlia
      - Lobva

  - Pelim

## Hidrometria

### Cabals mensuals a Lipovka
El cabal del Tobol ha estat observat durant 49 anys (1936-1984) a Lipovka, localitat situada a 104 quilòmetres de la seva confluència amb l'Irtix.
A Lipovka, el cabal interanual mitjà o mòdul observat sobre aquest període fou de 804 m³/segon per a una superfície tinguda en compte de 423.000 km², o sigui, la gairebé totalitat de la conca del riu. La fulla d'aigua que cau en aquesta part de la conca ateny així la xifra de 62,4 mil·límetres anuals, que ha de ser considerada com a mediocre, i resulta de la feblesa de les precipitacions observada en la major part de la seva conca.
El cabal mitjà mensual observat a març (mínim) és de 121 m³/segon, o sigui, menys d'un 5% del cabal mitjà del mes de maig (2.493 m³/segon), cosa que subratlla l'amplitud elevada de les variacions estacionals. Sobre la durada d'observació de 49 anys, el cabal mensual mínim ha estat de 42,6 m³/segon al març de 1945, mentre que el cabal mensual màxim s'elevava als 5.430 m³/segon del maig de 1948. Un cabal mensual inferior a 50 m³ és molt excepcional.
Considerant de manera única el període estival, el més important, ja que és quan està lliure de gels (de maig a setembre inclòs), el cabal mensual mínim observat ha estat de 160 m³/segon al setembre de 1936, cosa que continuava sent encara bastant apreciable.

### Evolució del cabdal en la longitud del recorregut
| Estació           | Quilometratge | Mesures enregistrades en m³/segon | Mesures enregistrades en m³/segon | Mesures enregistrades en m³/segon | Mesures enregistrades en m³/segon | Mesures enregistrades en m³/segon | Mesures enregistrades en m³/segon | Mesures enregistrades en m³/segon | Comentari                              |
| Estació           | Quilometratge | Cabal en m³/segon                 | --                                | Cabal mensual mínim               | mes                               | --                                | Cabal mensual màxim               | mes                               | Comentari                              |
| ----------------- | ------------- | --------------------------------- | --------------------------------- | --------------------------------- | --------------------------------- | --------------------------------- | --------------------------------- | --------------------------------- | -------------------------------------- |
| Kustanaï          | 1.185         | 13,09                             |                                   | 1,08                              | febrer                            |                                   | 103,72                            | abril                             |                                        |
| Zverinogolovskoïe | 898           | 27,32                             |                                   | 4,68                              | febrer                            |                                   | 97,01                             | maig                              | frontera russokazakha                  |
| Belozerskoïe      | 626           | 25,53                             |                                   | 4,93                              | febrer                            |                                   | 110,89                            | maig                              |                                        |
| Korkino           | 559           | 33,83                             |                                   | 8,13                              | febrer                            |                                   | 142,00                            | maig                              |                                        |
| Ialoutorovsk      | 426           | 123,60                            |                                   | 29,38                             | febrer                            |                                   | 489,80                            | maig                              |                                        |
| Ievlevo           | 164           | 472,00                            |                                   | 95,47                             | març                              |                                   | 1.684,00                          | maig                              |                                        |
| Lipovka           | 104           | 804,00                            |                                   | 121,00                            | març                              |                                   | 2.493,00                          | maig                              | després de la confluència amb el Tavda |
|                   |               |                                   |                                   |                                   |                                   |                                   |                                   |                                   |                                        |